# Mārtiņš Sirmais
Mārtiņš Sirmais (15. juli 1982 i Madona i Lettiske SSR) er en lettisk orienteringsløber. Han vandt sølvmedaljer i mellemdistancen ved EM i orienteringsløb 2006 i Otepää, og igen ved EM i orienteringsløb 2008 i Ventspils.